# Srinivasa Prasad
Pour les articles homonymes, voir Prasad (homonymie).
Venkataiah Srinivas Prasad, né le 6 août 1947 et mort à Bangalore le 29 avril 2024, est un homme politique indien de l'État du Karnataka, reconnu comme un important leader dalit dans l'ancienne région de Mysore. Il est ministre de l'Union de 1999 à 2004 au sein du troisième ministère Vajpayee, puis ministre du Revenu du gouvernement du Karnataka de 2013 à 2016. Srinivasa Prasad est élu six fois au Lok Sabha de Chamarajanagar à partir de 1980. Il remporte sa dernière victoire dans la même circonscription en 2019, avant d'annoncer son retrait de la vie politique en 2021.

## Biographie

### Jeunesse
Srinivasa Prasad naît le 6 août 1947 dans une famille dalit de M. Venkataiah et D. V. Puttamma à Ashokapuram, Mysore. Il est un bénévole de Rashtriya Swayamsevak Sangh depuis son enfance jusqu'en 1972 et est actif au sein du Jan Sangh et de l'Akhil Bharatiya Vidyarthi Parishad. Il grandit à Mysore où il termine également ses études. Il  obtient un Bachelor of Science du Sarada Vilas College et un master's degree en sciences politiques de l'Université de Mysore

### Carrière
Srinivasa Prasad entre en politique électorale en 1974, lors de l'élection partielle de la circonscription de Krishnaraja, en tant qu'indépendant, à l' Assemblée législative du Karnataka. Il rejoint le parti Janata en 1976 et le Congrès national indien (INC) en 1979. Il réintégre l'INC avant de le quitter à nouveau en 1996, après s'être vu refuser un ticket pour participer aux élections générales de 1996 au Lok Sabha. Il se présente aux élections de 1999 et gagne avec un ticket Janata Dal (United) (JD(U)), avant de rejoindre le parti Samata, dirigé par George Fernandes. Plus tard, le parti Samata a fusionné avec le JD(U). Dans le gouvernement d'union dirigé par Atal Bihari Vajpayee et formé par l'Alliance démocratique nationale dont son parti fait partie, Srinivasa Prasad occupe le poste de  ministre d'État chargé de l'alimentation et de la consommation, entre 1999 et 2004. En 2003, le nom de Srinivasa Prasad apparaît dans la controverse des articles du journal en ligne Tehelka ; les articles montrent un autre dirigeant du parti Samata, Jaya Jaitley, qui aurait dit à un trafiquant d'armes de déposer l'argent chez Prasad, qui se trouvait alors à Bangalore. Prasad nie son implication et déclare qu'il se trouvait à Mysore à l'époque et qu'il « avait intenté une action en justice et que le portail d'information avait par la suite précisé qu'il s'était trompé ».
En 2004, Prasad revient sur la scène politique de l'État du Karnataka. Il fait d'abord un bref passage au Janata Dal (Secular) (JD(S)), qu'il rejoint en mars après avoir quitté ses fonctions de ministre de l'Union et de membre du Samata Party. Il exclu de se présenter aux élections générales du Lok Sabha cette année-là et déclare que son objectif est d'évincer le gouvernement « corrompu » de l'INC au Karnataka et d'aider JD(S) à former le prochain gouvernement de l'État. Deux ans plus tard, Prasad réintègre l'INC. Il est élu membre de l'assemblée législative du Karnataka dans la circonscription de Nanjangud en 2013. Entre 2013 et 2016, il occupe le poste de ministre du Revenu et de Muzrai dans le gouvernement dirigé par Siddaramaiah,,,. Il change ensuite à nouveau de parti et rejoint officiellement le Bharatiya Janata Party (BJP), parti qu'il avait quitté en 2005, en janvier 2017. Il justifie son retour au sein du BJP en déclarant qu'il ne s'agit "plus d'une organisation Hindutva » et que leurs « perspectives » a changé. ». Cela nécessite un scrutin partiel à Nanjangud, qu'il perd au profit du candidat de l'INC. Il est ensuite  nommé vice-président de l'unité d'État du BJP.
Prasad se présente à Chamarajanagar lors de neuf élections à la Lok Sabha et gagne à six reprises. Lors des élections législatives du Karnataka, il remporte deux fois la circonscription de Nanjangud. Il se présente à quatorze élections au total et en remporte huit.

### Vie personnelle et mort
Marié à Bhagyalakshmi, il a trois filles avec elle : Prathima, Poornima et Poonam. Prasad se convertit au bouddhisme.
Invoquant des problèmes de santé, Prasad annonce qu'il se retire à nouveau de la vie politique en mars 2024, après 50 ans de vie politique active. Toutefois, il apporte son soutien à l'INC et quelques-uns de ses proches rejoignent le parti en avril, avant les élections générales. Le même mois, il est admis dans un hôpital de Bangalore, où il est soigné pour des problèmes respiratoires et d'autres pathologies. Il meurt le 29 avril 2024 à l'âge de 76 ans. Les derniers rites sont célébrés avec tous les honneurs de l'État le lendemain, conformément aux rituels bouddhistes de Mysore.

## Hommage
Le ministre en chef du Karnataka et ancien collègue de M. Prasad, Siddaramaiah, a présenté ses condoléances et a déclaré : « Le départ du leader qui a vécu la lutte contre l'injustice et l'inégalité est un grand revers pour la lutte politique en faveur de la justice sociale dans l'État ». Le Premier ministre Narendra Modi a déclaré : « Il était un champion de la justice sociale, ayant consacré sa vie au bien-être des pauvres, des opprimés et des marginalisés. Il était très populaire pour ses divers travaux d'intérêt général. ». En signe de respect, le gouvernement du Karnataka a déclaré un jour férié dans les districts de Mysore et Chamarajanagar.